# Jaegeria
Jaegeria é um género botânico pertencente à família Asteraceae.
O género foi descrito por Carl Sigismund Kunth e publicado em Nova Genera et Species Plantarum (folio ed.) 4: 218. 1820[1818]. A espécie tipo é: Jaegeria mnioides Kunth. = 	Jaegeria hirta (Lag.) Less.

## Especies aceites
A seguir estão listadas as espécies do género Jaegeria aceites Julho de 2012, ordenadas alfabeticamente. Para cada uma indica-se o nome binomial seguido do autor, abreviado segundo as convenções e usos.
- Jaegeria axillaris S.F.Blake
- Jaegeria bellidiflora (Moc. & Sessé ex DC.) A.M.Torres & Beaman
- Jaegeria glabra (S.Watson) B.L.Rob.
- Jaegeria gracilis Hook.f.
- Jaegeria hirta (Lag.) Less.
- Jaegeria macrocephala Less.
- Jaegeria pedunculata Hook. & Arn.
- Jaegeria purpurascens B.L.Rob.
- Jaegeria standleyi (Steyerm.) B.L.Turner
- Jaegeria sterilis McVaugh